# Hospitalitat
L'hospitalitat és la liberalitat d'oferir la pròpia llar als hostes, siguin coneguts o no, així com a elements per a la seva comoditat (menjar i beure, lloc per seure o dormir, companyia...) o el bon accoliment que un país fa als estrangers. S'utilitza també com a concepte dins del sector del turisme de pagament.
És una virtut preuada a diverses cultures i èpoques, amb predomini a les regions àrabs i orientals i els pobles nòmades i es considera socialment útil perquè ajuda a l'intercanvi entre veïns i assegura un dret futur a un viatger. Quan un home arriba a un poblat passa a ser un hoste i ha de rebre l'hospitalitat que necessiti i els dies que necessiti.